# キリヴィラ語
キリヴィラ語（キリヴィラご、英: Kilivila）もしくはキリウィナ語（キリウィナご、英: Kiriwina）とはパプアニューギニアのトロブリアンド諸島にて話されている大洋州諸語の言語の一つである。

## 分類

### 他言語との関係
キリヴィラ語はトロブリアンド諸島の東南東に位置するウッドラーク島で話されているムユウ語やさらにその東のラフラン諸島（Lachlan）のブディブド語と近い関係にあるとされる。

### 下位区分
キリヴィラ語にはBiga galagoki（またはBiga galagola）、Biga besagala、Biga galanani、Biga galawalaの大きく分けて四種類の言語変種が存在する。グンター・ゼンフト（Gunter Senft）による本言語の解説書（1986年）の内容は基本的にBiga galawalaに準拠している。また明確に方言と認められるものとしては、キタヴァ方言（Kitava）などが存在する。

## 音韻論

### 音素

#### 母音
| 母音の一覧 | 母音の一覧 | 母音の一覧 | 母音の一覧 |
|            | 前舌       | 中舌       | 後舌       |
| ---------- | ---------- | ---------- | ---------- |
| 高         | /i/        |            | /u/        |
| 中         | /e/        |            | /o/        |
| 低         |            | /a/        |            |

また、二重母音として[ai], [au], [ei], [eu], [oi], [ou]の6種類が存在する。

#### 子音
| 子音の一覧       | 子音の一覧       | 子音の一覧 | 子音の一覧 | 子音の一覧 | 子音の一覧 | 子音の一覧 | 子音の一覧 |
|                  |                  | 両唇音     | 唇歯音     | 歯茎音     | 硬口蓋音   | 軟口蓋音   | 声門音     |
| ---------------- | ---------------- | ---------- | ---------- | ---------- | ---------- | ---------- | ---------- |
| 閉鎖音           | 閉鎖音           | /p/, /b/   |            | /t/, /d/   |            | /k/, /ɡ/   | /ʔ/        |
| 唇音化した閉鎖音 | 唇音化した閉鎖音 | /pʷ/, /bʷ/ |            |            |            | /kʷ/, /ɡʷ/ |            |
| 摩擦音           | 摩擦音           |            | /v/        | /s/        |            |            |            |
| 共鳴音           | 鼻音             | /m/        |            | /n/        |            |            |            |
| 共鳴音           | ふるえ音         |            |            | /r/        |            |            |            |
| 共鳴音           | 側面接近音       |            |            | /l/        |            |            |            |
| 唇音化した共鳴音 | 唇音化した共鳴音 | /mʷ/       |            |            |            |            |            |
| 半母音           | 半母音           | /w/        |            |            | /y/        |            |            |

なお/l/と/r/、また/l/と/n/との区別が曖昧で両者が交代する場合がある。

### アクセント
強勢は基本的にはポーランド語の様に最後から二番目の音節に置かれるが、以下の様にいくつかの例外も存在する。
1. 最後の音節に強勢が置かれる場合。
  1. 最後の音節が「子音+母音+/m/」の組み合わせであるとき。
  2. 最後の音節の母音が二重母音であるとき。
2. 最後から三番目の音節に強勢が置かれる場合。
  1. 語が「子音+母音+子音+[/i/か/u/]+子音+/a/」の組み合わせで終わるとき。ただし、人称代名詞が要素に含まれる語はこの限りではない。
  2. 語が「子音+母音+/k/+/a/+[/l/か/n/]+/a/」の組み合わせで終わるとき。ただしこちらも、人称代名詞が要素に含まれる語はこの限りではない。
3. 特定の箇所を強調する場合。

## 文法

### 数および人称
数は単数・双数・複数の三種類の概念が存在する。また人称の概念が代名詞や接辞に影響を与え、一人称の双数および複数〈私たち〉には聞き手を含めるか否か（包括と除外）の区別が存在する。

### 動詞
|        |                  | 1     | 1             | 1       | 2       | 2     | 2         | 3     | 3       | 3         | 4     | 4     | 4         | 4 | 4 |
| 単数   | 双数             | 複数  | 単数          | 双数    | 複数    | 単数  | 双数      | 複数  | 単数    | 双数      | 複数  |       |           |   |   |
| 一人称 | （聞き手を）包括 | a-    | ta-           | ta- -si | ba-     | bita- | bata- -si | la-   | lata-   | lata- -si | ma-   | mata- | mata- -si |   |   |
| 一人称 | （聞き手を）除外 | a-    | ka-           | ka- -si | ba-     | baka- | baka- -si | la-   | laka-   | laka- -si | ma-   | maka- | maka- -si |   |   |
| 二人称 | 二人称           | ku-   |               | ku- -si | buku-   |       | buku- -si | luku- |         | luku- -si | muku- |       | muku- -si |   |   |
| 三人称 | 三人称           | i- e- | i- -si e- -si | bi-     | bi- -si | le-   | le- -si   | me-   | me- -si |           |       |       |           |   |   |

動詞は基本的に人称や数を表す接辞を伴って表される。接辞が表す相は以下の四種類が存在する。
1. 時制がない相。現在の動作を表す際に用いられる。
2. 未来に起こる、あるいは起こりえる動作などを表す相。
3. 主に完了した動作を表す相。
4. 習慣的な動作や願望、反実仮想を表す相。

### 代名詞
近親者や人体の一部、また人体に付着しているものを表す名詞は接辞の形をした所有代名詞を伴って表される（例: kada- 〈母方のおじ〉 + -la 〈親密な度合いを表す三人称単数の所有代名詞〉 → kadala 〈彼の母方のおじ〉）。
この体系を含めて、キリヴィラ語には4種類の所有代名詞体系が存在する。

### 語順
SVO型とVOS型が優勢である。主語と動詞では「動詞-主語（VS）」、動詞と目的語では「動詞-目的語（VO）」の順が優勢である。

## 関連書籍
- Malinowski, Bronisław (1966). Coral Gardens and Their Magic, Vol. II. The Language of Magic and Gardening, 2nd ed. London.